# Оґниця (Старгардський повіт)
Оґниця (пол. Ognica) — село в Польщі, у гміні Добжани Старгардського повіту Західнопоморського воєводства.
Населення — 244 особи (2011).
У 1975-1998 роках село належало до Щецинського воєводства.

## Демографія
Демографічна структура станом на 31 березня 2011 року:
|          | Загалом | Допрацездатний вік | Працездатний вік | Постпрацездатний вік |
| -------- | ------- | ------------------ | ---------------- | -------------------- |
| Чоловіки | 126     | 23                 | 90               | 13                   |
| Жінки    | 118     | 27                 | 62               | 29                   |
| Разом    | 244     | 50                 | 152              | 42                   |